# Sander Andersen
Sander Elgaard Andersen (født 24. oktober 1999 i Ølstykke) er en cykelrytter fra Danmark, der kører for Bourg-en-Bresse Ain Cyclisme.

## Karriere
I 2009 begyndte Sander Andersen at cykle hos DCR Ballerup hvor han dyrkede bane- og landevejscykling. Som juniorrytter skiftede han i 2016 til Team ABC Junior, som er Arbejdernes Bicykle Clubs juniorhold. Efter to år som junior kørte han i én sæson for klubbens elite seniorhold, og var samtidig på U23-landsholdet i landevejscykling. Fra starten af 2019 skiftede han til det bornholmske UCI kontineltalhold BHS-Almeborg Bornholm.

### Italien
Efter én sæson hos BHS-Almeborg Bornholm, gik turen i 2020 til det italienske kontineltalhold General Store Essegibi F.lli Curia. Her deltog han blandt andet i Giro Ciclistico d'Italia, Giro dell'Emilia og Trofeo Laigueglia. Fra starten af 2021 skiftede han italiensk hold, og repræsenterede nu ASD G.C. Sissio Team. Men på grund af dårlige resultater, blev Sander Andersen i maj sat af holdet, og rejste derfor hjem til Danmark. 

### Frankrig
I august 2021 fik han lov til at køre to løb for det franske N1-team Bourg-en-Bresse Ain Cyclisme. I september blev han igen kaldt til Frankrig, og kørte resten af sæsonen for det franske hold. Da 2022-sæsonen begyndte var Andersen stadigvæk tilknyttet holdet, og i august vandt han sæsonens andet løb. I alt blev det til tre sejre i 2022. I den første halvdel af 2023-sæsonen kørte Sander Andersen udelukkende franske amatørløb for holdet, og den første deltagelse i et UCI-løb blev etapeløbet Tour de la Mirabelle i slutningen af maj.